# Max Niklas
Max Niklas (* 28. Juni 1905; † 4. Juli 1935 zwischen Altenberg (Erzgebirge) und Schellerhau) war ein deutscher Kommunalpolitiker und Gegner des Nationalsozialismus.

## Leben
Max Niklas trat in die KPD ein und kandidierte erfolgreich für die Stadtverordnetenversammlung seines Heimatortes Ehrenfriedersdorf. Nach der Machtergreifung durch die Nationalsozialisten wurde Max Niklas inhaftiert. Nach seiner Entlassung emigrierte er in die benachbarte Tschechoslowakei. Von dort aus passierte er mehrfach heimlich und bewaffnet, weil sich bereits gefährliche Vorfälle ereignet hatten, die deutsch-tschechoslowakische Staatsgrenze im Erzgebirge, um illegales Material, hauptsächlich antinationalsozialistische Druckschriften, nach Deutschland zu bringen. Bei einem erneuten unerlaubten Grenzübertritt mit derartigem Propagandamaterial am 4. Juli 1935 wurde er gemeinsam mit Walter Richter, Artur Tiermann und Johannes Müller durch Verrat seitens des Gestapoagenten Gerhart Berthold von einem Großaufgebot der Geheimen Staatspolizei Sachsen in einem Waldgebiet in der Nähe von Altenberg aufgelauert.  Sie setzten sich dagegen zur Wehr, wobei Max Niklas und zwei seiner Begleiter im Feuergefecht das Leben verloren. Dem vierten illegalen Grenzgänger gelang die Flucht nach Teplice (CSR). Zwei der Grenzbeamten wurden verletzt.

## Ehrungen
An der Stelle des Schusswechsels wurde ein OdF-Denkmal an der Straße von Altenberg nach Schellerhau, unweit der Schneise 31, errichtet.

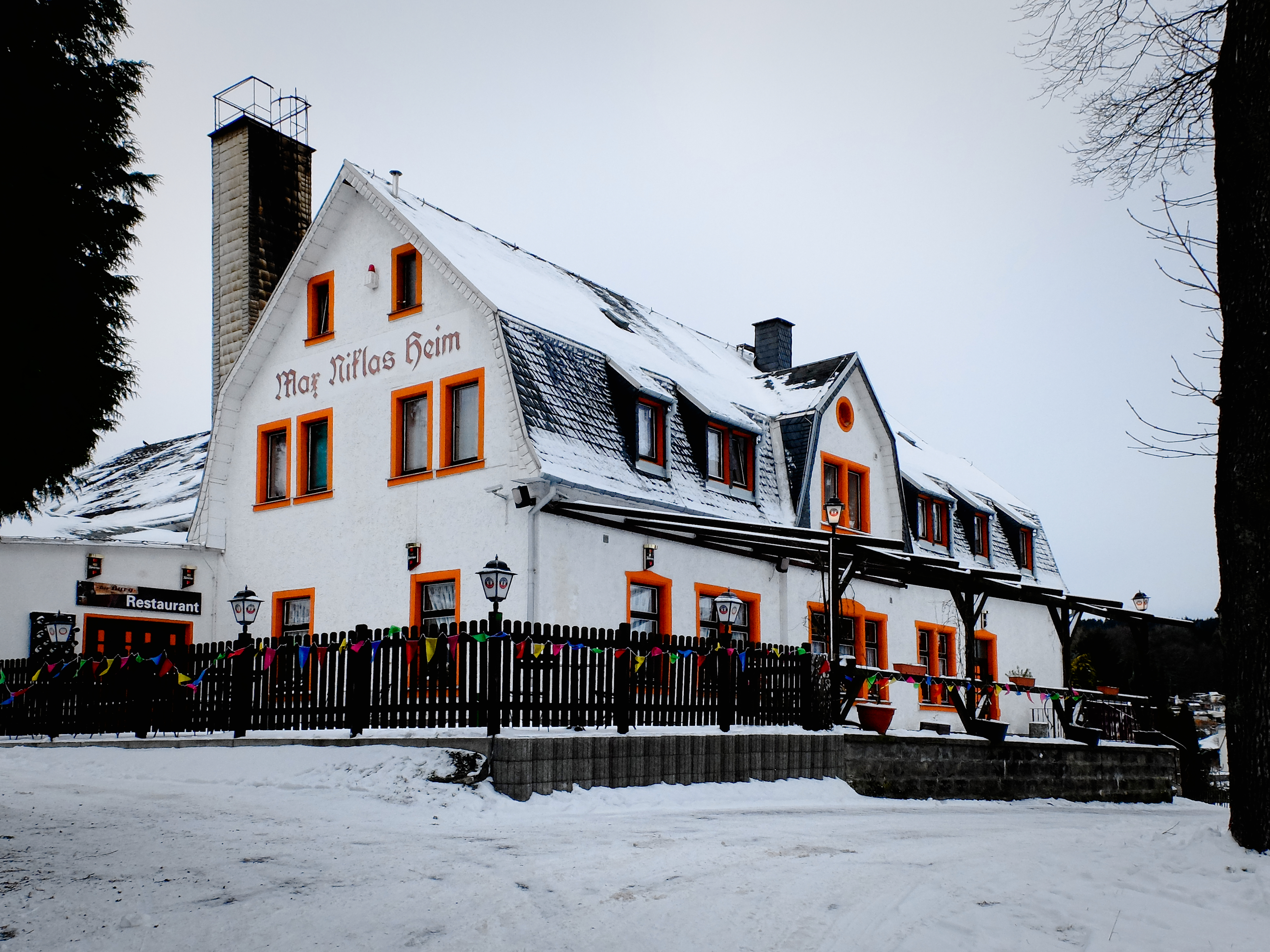

Der Arbeiter-Turn-und-Sportbund in Ehrenfriedersdorf erwarb 1912 das abgebrannte „Jägerhaus“ und nannte es fortan Turnerheim „Die Burg“. Am 7. Oktober 1949 wurde das ehemalige Turnerheim in „Max-Niklas-Heim“ umbenannt und beherbergt heute das Hotel und Restaurant „Die Burg“. Oberhalb dieses Heimes befindet sich im Melzersteinbüschel der 1969 eingeweihte Gedenkstein mit der Inschrift:
"UNSER VORBILD - MAX NIKLAS - GEBOREN  28.6.1905 - ERMORDET 4.7.1935
An dieser Stelle blies Max Niklas in der Silvesternacht 1932/1933 die „Internationale“.
Ein Gedenkstein am OdF-Platz wurde zur Erinnerung an sechs Gegner des NS-Regimes errichtet. Er trägt die Inschrift:
Euch zum Gedenken uns zur Mahnung
Opfer des Faschismus
1933–1945
Max Niklas, Kurt Leopold, Paul Weber, Max Neubert, Richard Bock und Milda Schreyer.
Das im Kurort Bärenfels nach Max Niklas benannte FDGB-Ferienheim existiert nicht mehr.